# Denham (Minnesota)
Denham – miasto w Stanach Zjednoczonych, w stanie Minnesota, w hrabstwie Pine.